# Waverider
Waverider (Matthew Ryder) è un supereroe immaginario dell'Universo DC, un viaggiatore temporale che si fuse con il flusso temporale. Comparve per la prima volta in Armageddon 2001 n. 1 (maggio 1991) e fu creato da Archie Goodwin e Dan Jurgens.

## Biografia del personaggio

### Armageddon 2001
Nell'anno 2030, il mondo era dominato da un criminale chiamato Monarch, che distrusse tutti i supereroi della Terra. Matthew Ryder, uno scienziato, che ricordava il tempo in cui da bambino fu salvato da un supereroe da un palazzo prossimo alla caduta, decise di combattere la dittatura di Monarch. Matthew scoprì che Monarch poteva essere un ex eroe, così Matthew creò una macchina del tempo per viaggiare nel passato e scoprire quale eroe divenne Monarch. A differenza dei soggetti dei test precedenti che morirono quando provarono gli effetti della macchina, Matthew sopravvisse. Tuttavia, si fuse con lo stesso tempo e ottenne così numerosi poteri, di cui due furono il viaggio nel tempo a volontà e la predizione del futuro delle persone. Con i suoi nuovi poteri e le sue nuove sembianze, Matthew assunse l'identità supereroica di Waverider.
Facendosi strada fino al 1991, Waverider predisse il futuro di numerosi eroi, però nessuno di loro si rivelò essere Monarch. Quando Waverider venne accidentalmente in contatto con Capitan Atomo, le interazioni dei loro poteri risultarono nel rilascio di un massiccio ammontare di energia temporale. Questo creò un'apertura nel campo quantico che permise a Monarch, che stava monitorando le azioni di Waverider per tutto il tempo, di viaggiare indietro nel tempo e difendere la propria esistenza. Quando Monarch uccise Colomba, il suo partner, Falco fu preso da un'ira così forte da battere Monarch da solo, e dopo averlo smascherato scoprì che Monarch era lui stesso.

### Post-Armageddon
Presto, Waverider e altri eroi da lui messi insieme sconfissero l'essere demoniaco chiamato Abraxis. Successivamente, mentre Waverider viaggiava nel flusso temporale, incontrò sé stesso come Matthew Ryder, proveniente dal 2030, anche se Matthew era ancora un comune umano e non divenne mai Waverider in quanto il regno futuro di Monarch fu cancellato. Dopo di ciò, i due si unirono ai Linear Men, un gruppo che sorvegliava gli esseri che viaggiavano nel tempo. Nonostante la politica dei Linear Men di non intervento nella linea temporale - al punto che la precedente interferenza attiva di Waverider fu scoraggiata dalla morte di Superman durante la sua prima battaglia contro Doomsday - Waverider venne in aiuto di Superman quando scoprì che Doomsday ritornò in vita e stava lavorando per Cyborg-Superman. Riconoscendo il pericolo dell'esistenza di Doomsday, Waverider mostrò a Superman una visione dettagliata del passato per spiegare le circostanze delle origini di Doomsday come essere geneticamente progettato per essere in grado di evolversi per superare qualsiasi cosa fosse in grado di ucciderlo, così come la scoperta che l'odio di Doomsday per Superman era dovuto alle origini traumatiche di Doomsday su Krypton che lo lasciarono con un odio profondamente radicato per i Kryptoniani. I due eroi sembrarono aver sconfitto il mostro portandolo alla fine del tempo, dove una volta imprigionato fu distrutto dall'entropia mentre l'universo stesso collassava.
Più avanti, durante l'Ora Zero, Waverider fu successivamente ucciso da Extant, che era l'evoluzione di Monarch. Tuttavia, l'umano Matthew Ryder era ancora vivo e fu subito contattato da Metron, che disse a Matthew che doveva diventare Waverider e che era l'unico in grado di utilizzare il viaggio nel tempo per salvare l'universo. Matthew quindi si trasformò in una nuova versione di Waverider e prese il ruolo del suo predecessore, aiutando a selezionare un gruppo di eroi che distrussero gli sforzi di Extant e di Parallax di ricreare il tempo secondo i loro piani innescando un loro Big Bang con l'aiuto di Damage.

### Morte
Junior e Georgia, i due figli del criminale Dottor Sivana, ricostruirono la sfera di Suspendium di loro padre, che permise ai due fratelli di viaggiare nel tempo. Anche se furono in grado di aprire un portale verso il passato, dovettero infine sospendere il loro esperimento. Appena prima di spegnere la macchina, videro Waverider nel flusso temporale, ma non riuscirono a riconoscerlo. Successivamente, Waverider fu visto dialogare con il morente Time Commander, uno degli ex criminali viaggiatori del tempo che tentò di reclutare nello sforzo di salvare la linea temporale. Quindi arrivò Skeets, infettato e controllato da Mr. Mind, che uccise Commander. Skeets chiese a Waverider dove e "quando" si trovasse Rip Hunter nel tempo. Quando Waverider rifiutò di dirglielo, Skeets lo torturò brutalmente e fu successivamente implicito che lo uccise e ne indossò la pelle.

### Linear Woman
Black Beetle, Despero, Ultra-Humanite e Per Degaton|Degaton intendevano trovare Rip e ucciderlo, così la linea temporale non sarebbe più stata sorvegliata. Black Beetle portò i suoi alleati ad un Punto di fuga distrutto e rivelò che Rip e i Linear Men non erano mai d'accordo sul come maneggiare il tempo e che Rip, stanco dell'interferenza dei Linear Men, li intrappolò in una cella al Punto di fuga. I quattro criminali quindi trovarono la cella e la aprirono, vedendo all'interno un vivo Waverider e Liri Lee. Black Beetle chiese ai Linear Men di riportare in vita Waverider, ma Supernova prevenne Black Beetle dalla distopia e inviò i Time Stealers nel presente, anche se Black Beetle riuscì a fuggire e i Linear Men andarono con lui. Quindi si teletrasportarono attraverso il tempo alla ricerca del cadavere di Waverider nella Terra del futuro, ora un deserto desolato. Dopo che Black Beetle trovò il cadavere di Waverider, fece il doppio gioco rivelando il suo piano di utilizzare i poteri di Waverider per diventare invulnerabile. Quindi tentò di fondersi con i poteri del corpo deceduto, ma tutto ciò fu sventato da Supernova. Invece, fu Liri a fondersi con il cadavere dell'eroe e divenne Linear Woman, dopo di che Black Beetle fuggì. Infine giunsero anche Rip e il resto dei Time Masters, ma Linear Woman rifiutò di accettare le regole di Rip sul viaggio nel tempo e teletrasportò via sé stessa e Matthew nel flusso temporale.

## Poteri e abilità
Waverider può viaggiare in ogni epoca da lui desiderata ed è sempre in grado di accedere al flusso temporale e di monitorarlo. Può anche accedere all'aura di una persona e predirne il futuro in qualsiasi punto del tempo semplicemente toccandola. Quando ricevette i suoi poteri per la prima volta, la sua intera figura fu trasformata dall'aspetto di un uomo normale in un essere con fiamme al posto dei capelli e la pelle gialla con un contorno nero intorno al dorso. Waverider è anche in grado di volare alla velocità della luce, lanciare colpi di energia quantica, rendersi intangibile e invisibile.

## In altri media

### Televisione
- Waverider comparve nella serie animata Justice League Unlimited come membro dell'enorme Justice League. Non ebbe delle comparse con battute e ebbe solo dei brevi cammei in pochi episodi, più in particolare negli episodi "Un nuovo arrivo", "Rivali in amore" e "Caduta libera". Anche Falco e Colomba (Hank Hall e Don Hall) erano membri della JLA, che portò alla speculazione a cui fu adottata la storia di Armageddon 2001; tuttavia, i produttori dello show rivelarono che Waverider fu incluso semplicemente perché aveva un impatto visivo, e giocare quindi con le aspettative dei fan.
- Nella serie della CW Dc's Legends of Tomorrow la navetta su cui le Leggende viaggiano attraverso il tempo prende il nome di Waverider. Questa viene gestita dell'intelligenza artificiale Gideon.

### Giocattoli
- Nonostante il tempo limitato sullo schermo, Waverider ebbe il suo debutto nel mondo delle action figures Mattel, nella linea di giocattoli Justice League Unlimited nella primavera del 2006.